# Латеранский собор (1059)
Латеранский собор 1059 года — синод Католической церкви, созванный папой Николаем II в 1059 году. На соборе был принят ряд декретов, отделявших церковную власть от императорского влияния. Папской буллой «In nomine Domini» единственными избирателями папы становились кардиналы-епископы, а не светские земельные магнаты; за императором оставалось лишь право утверждения папы, избранного кардинальской коллегией. Этот декрет ударял не только по правам феодалов, но и по императорской власти.
На том же синоде была осуждена симония, возведение в церковный сан мирянами и сослужение в мессе священника, состоящего в конкубинате. Брачная жизнь духовенства осуждалась как «противоречащая основам веры». От всех присутствующих Николай II потребовал не только исполнения всех декретов, но и клятвенного обещания бороться с женатыми священниками и с симонистами.
Прямое нарушение императорской власти, борьба с реформой церкви вызвало полное отрицание декретов. Император Генрих IV созвал специальный синод в Базеле в 1061 году, на котором было объявлено, что декреты Латеранского собора не имеют силы. Созыв синода свидетельствует о подчинении императору германского духовенства.